# Rallye de l'Acropole 1979
Le Rallye de l'Acropole 1979 (26e Rallye Acropolis), disputé du 28 au 31 mai 1979, est la soixante-huitième manche du championnat du monde des rallyes (WRC) courue depuis 1973, et la cinquième manche du championnat du monde des rallyes 1979.

## Contexte avant la course

### Le championnat du monde
Ayant succédé en 1973 au championnat international des marques (en vigueur de 1970 à 1972), le championnat du monde des rallyes s'appuie sur les plus célèbres épreuves routières internationales, telles le Rallye Monte-Carlo, le Safari ou le RAC Rally. Parallèlement au championnat des constructeurs, la Commission Sportive Internationale (CSI) a cette année introduit un championnat des pilotes en remplacement de la controversée Coupe des conducteurs qui incluait des épreuves de second plan. Le calendrier 1979 comprend douze manches (dont huit européennes), réservées aux voitures des catégories suivantes :
- Groupe 1 : voitures de tourisme de série
- Groupe 2 : voitures de tourisme spéciales
- Groupe 3 : voitures de grand tourisme de série
- Groupe 4 : voitures de grand tourisme spéciales

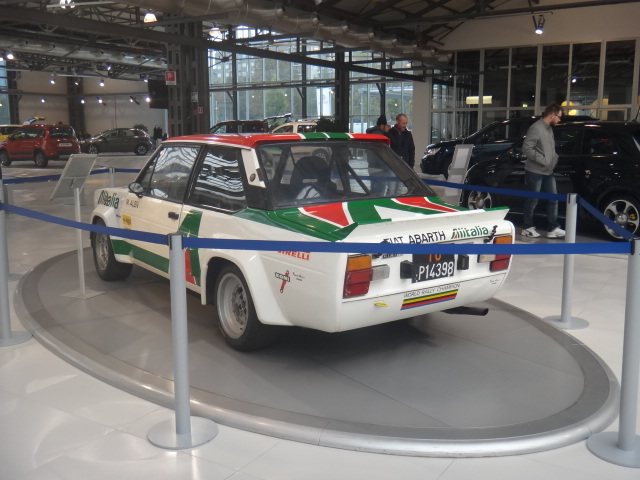
La Fiat 131 Abarth, championne du monde en 1977 et 1978, ne défendra pas son titre en Grèce.

Parmi les constructeurs impliqués dans le championnat 1979, seuls Ford et Fiat participent de façon régulière et se disputent le championnat. Le constructeur italien, titré en 1977 et 1978, vient toutefois de réduire son programme sportif et a renoncé à disputer la manche grecque. Leurs principaux adversaires cherchent plutôt à faire valoir leurs modèles dans les épreuves leur assurant d'importantes retombées commerciales, tel Datsun (récent vainqueur du Safari), Mercedes-Benz ou Peugeot, spécialisés dans les épreuves sur pistes. Ayant officiellement mis fin à son engagement sportif, la Scuderia Lancia (titrée de 1974 à 1976) a été relayée par des équipes privées qui continuent à assurer la présence au premier plan de la Lancia Stratos sur la majorité des épreuves. Bernard Darniche a notamment remporté le dernier Rallye Monte-Carlo au volant de la Stratos de l'Écurie Chardonnet. Après les quatre premières manches, Ford compte neuf points d'avance sur Fiat au classement provisoire du championnat des constructeurs, tandis que ses deux pilotes principaux, Hannu Mikkola et Björn Waldegård, se partagent la tête du championnat des conducteurs.

### L'épreuve
Créé en 1953, le Rallye de l'Acropole est souvent considéré comme le plus difficile des rallyes européens. Souvent comparé au «Safari Rally» pour la spécificité de ses pistes rocailleuses pouvant se transformer en bourbiers en cas de forte pluie, il exige des concurrents une solidité à toute épreuve. En 1978, moins d'un quart des participants avait pu atteindre l'arrivée d'une course remportée pour la seconde fois par l'Allemand Walter Röhrl.

## Le parcours
- départ : 28 mai 1979 d'Athènes
- arrivée : 31 mai 1979 à Athènes

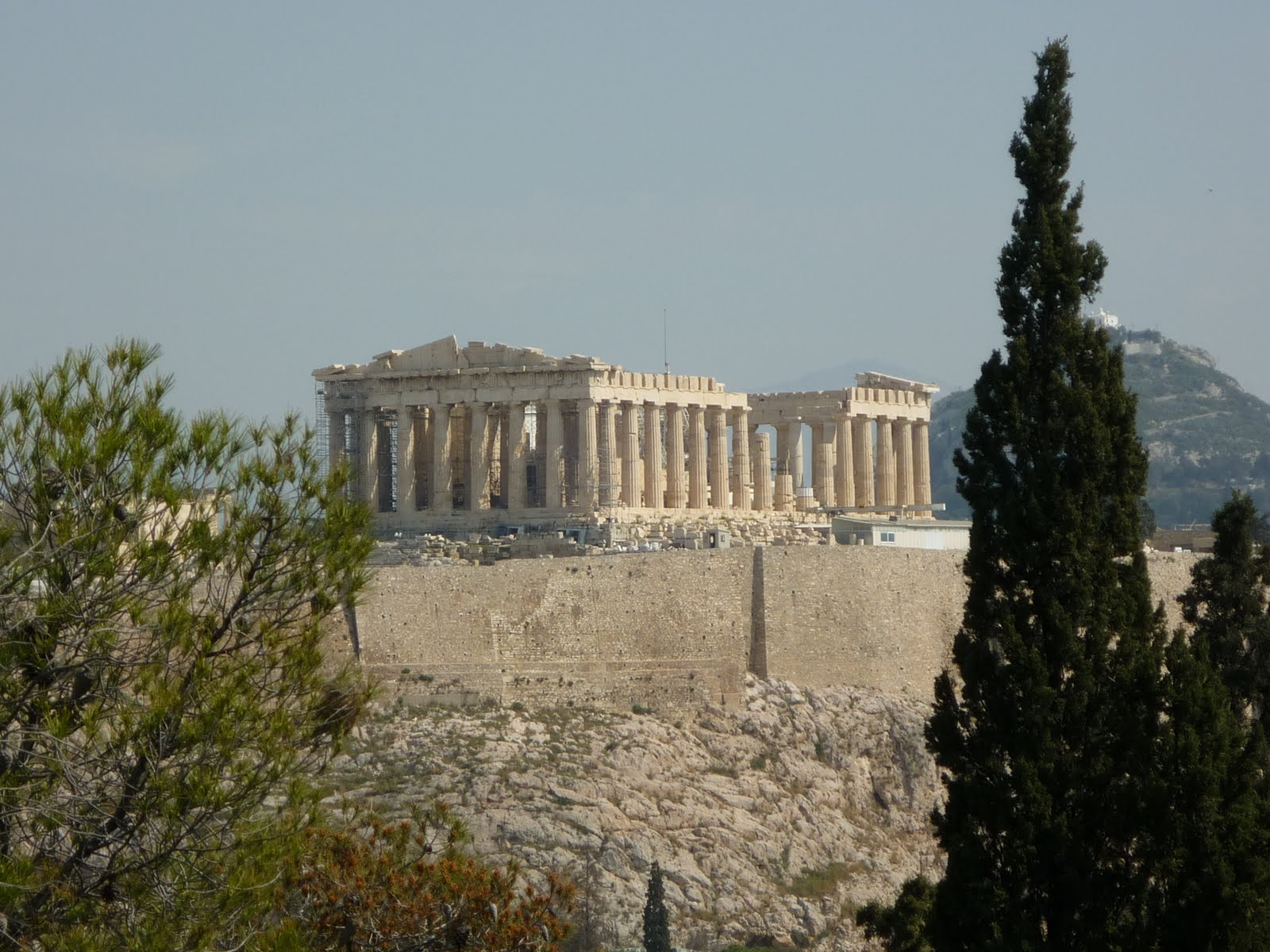
L'Acropole prête son nom à la manche grecque du championnat du monde.

- distance : 2974 km, dont 943,3 km sur 54 épreuves spéciales. (58 épreuves initialement prévues, pour un total de 1006,5 km chronométrés)
- surface : asphalte (1703,9 km dont 71,7 km chronométrés) et terre (1270,1 km dont 871,6 km chronométrés)
- Parcours divisé en cinq sections, sur deux étapes[3]

### Première étape
- Athènes - Kalambaka - Lagonissi, du 28 au 29 mai
- 31 épreuves spéciales, 626,9 km (35 épreuves initialement prévues, pour un total de 690,1 km)

#### Première section
- Athènes - Kalambaka, le 28 mai
- 10 épreuves spéciales, 222,4 km

#### Deuxième section
- Kalambaka - Kalambaka, le 29 mai
- 8 épreuves spéciales, 181,7 km (12 épreuves initialement prévues, pour un total de 244,9 km)

#### Troisième section
- Kalambaka - Lagonissi, le 29 mai
- 13 épreuves spéciales, 222,8 km

### Deuxième étape
- Lagonissi - Mont Olympe - Athènes, du 30 au 31 mai
- 23 épreuves spéciales, 316,4 km

#### Quatrième section
- Lagonissi - Mont Olympe, le 30 mai
- 9 épreuves spéciales, 132,3 km

#### Cinquième section
- Mont Olympe - Athènes, le 31 mai
- 14 épreuves spéciales, 184,1 km

## Les forces en présence
Les 153 voitures au départ sont réparties de la façon suivante : 17 groupe 4, 1 groupe 3, 95 groupe 2, 40 groupe 1 ; ci-dessous les principaux constructeurs présents :
- Ford

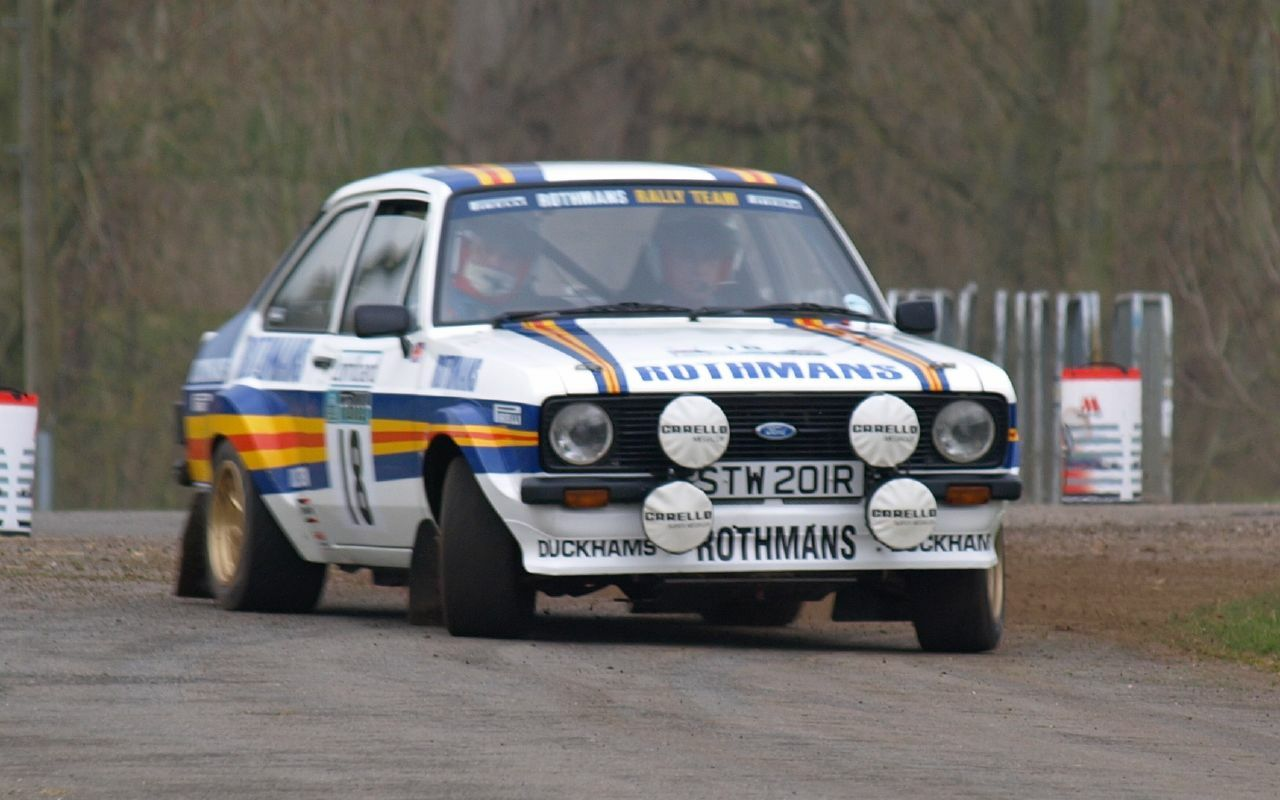
Une Ford Escort RS1800 groupe 4 lors d'une course historique.

Sous les couleurs de Rothmans, trois Escort RS1800 groupe 4 ont été engagées par l'usine. Après leur pige pour Mercedes-Benz au dernier Safari, Björn Waldegård et Hannu Mikkola retrouvent leurs montures habituelles. Ari Vatanen n'étant pas totalement rétabli de ses problèmes vertébraux, la troisième voiture officielle a été confiée à Roger Clark. Le pilote grec 'Iaveris' dispose quant à lui d'un modèle identique, engagé par David Sutton ; il s'agit du mulet utilisé par Mikkola lors des reconnaissances de l'épreuve. Les Escort RS sont dans la même configuration qu'au dernier rallye du Portugal (1000 kg, moteur deux litres seize soupapes alimenté par injection, environ 270 chevaux), mais le refroidissement des ponts arrière a été amélioré, tandis que les freins ont été renforcés. Les Ford utilisent des pneus Dunlop.
- Lancia

Comme au Portugal, Bernard Darniche dispose de la Stratos HF groupe 4 version terre engagée par André Chardonnet, équipée de pneus Michelin. Le pilote local 'Siroco' a engagé un modèle identique, mais chaussé par Pirelli. 
En l'absence de Fiat, les puissantes Stratos (950 kg, moteur V6 de 270 chevaux monté en position centrale arrière) sont les seules à pouvoir tenir tête aux Ford.
- Datsun

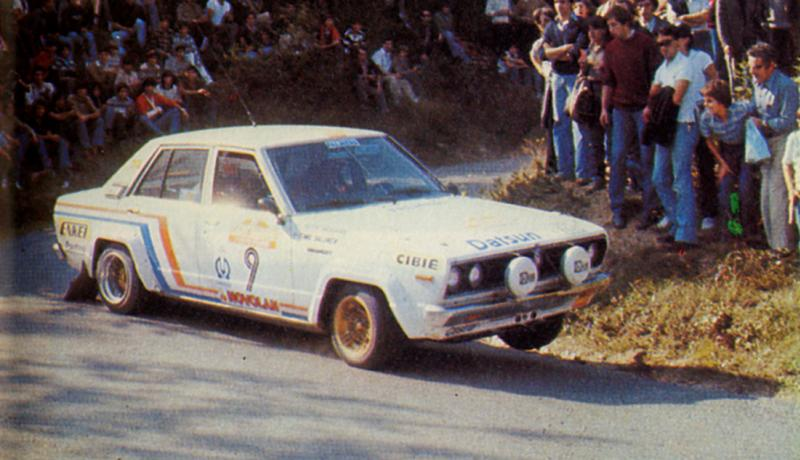
Une Datsun 160J lors d'une épreuve européenne.

La marque japonaise est officiellement représentée par l’importateur local Theohakaris, qui a engagé quatre berlines 160J PA10 groupe 2 pour Harry Källström, Timo Salonen et les pilotes grecs Evangelos Gallo et Iórgis Moschous. Disposant de moins de 200 chevaux, ces voitures ne peuvent rivaliser avec les groupe 4, mais leur robustesse à toute épreuve leur permet de viser une place d'honneur. Les Datsun officielles sont équipées de pneus Dunlop.
- Toyota

Le 'Toyota Team Europe' aligne la même équipe qu'au Portugal, Ove Andersson et Jean-Luc Thérier retrouvant leurs coupés Celica RA40 groupe 2 (1000 kg, moteur quatre cylindres deux litres, 180 chevaux à 7300 tr/min), toujours chaussés de pneus Pirelli.
- Opel

Le Dealer Team Holland engage deux coupés Kadett GT/E groupe 2 pour le Suédois Anders Kulläng, un des favoris de cette catégorie, et le Néerlandais Man Bergsteyn. Ces voitures, dont le moteur deux litres développe 195 chevaux, sont équipées de pneus Michelin.
- Renault

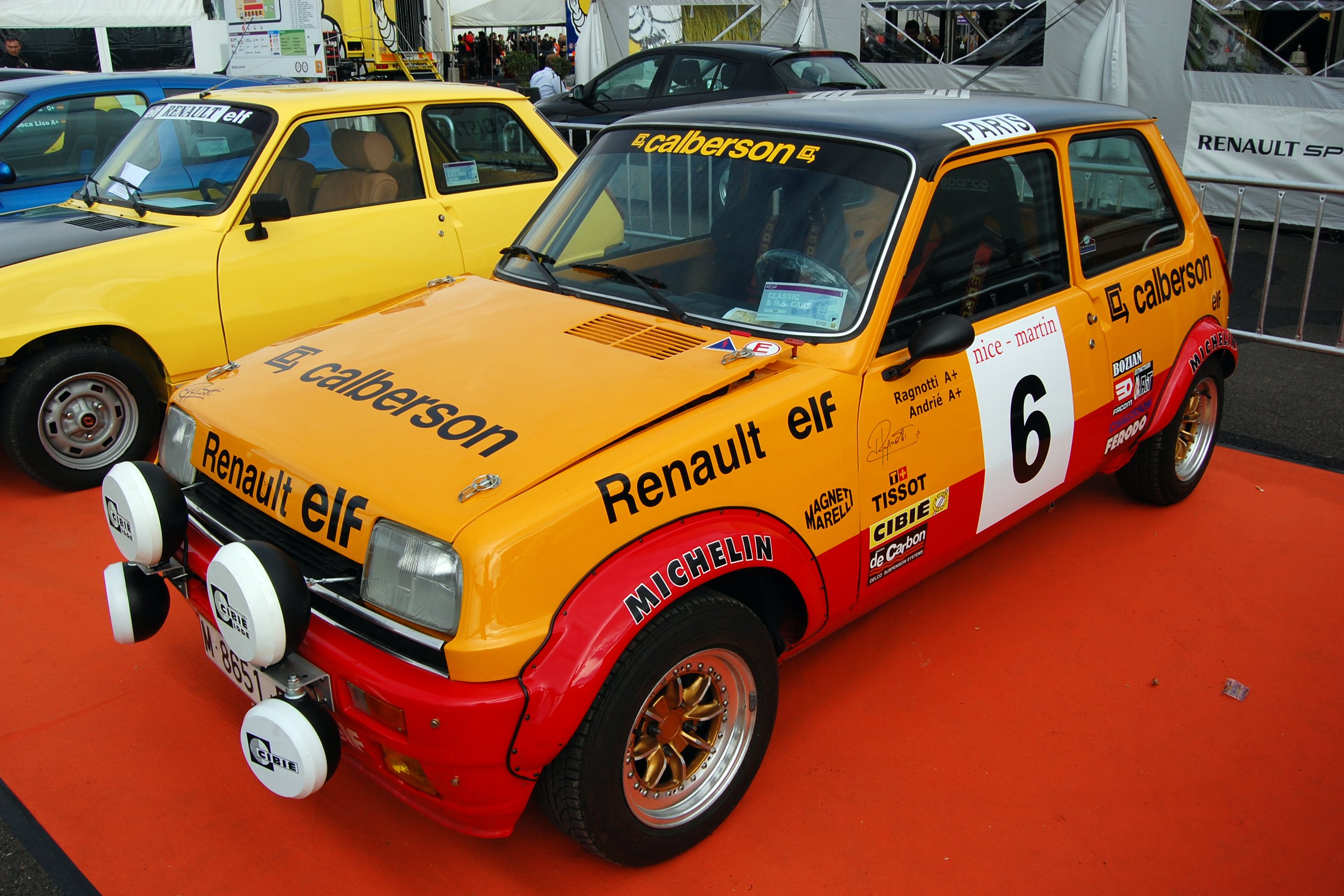
La Renault 5 Alpine groupe 2 de Jean Ragnotti.

Jean Ragnotti s'aligne au volant d'une R5 Alpine groupe 2 engagée par Calberson, bénéficiant de l'assistance officielle du constructeur. Cette voiture est dans la même configuration qu'au dernier rallye du Bandama : coque renforcée, 930 kg, moteur quatre cylindres de 1400 cm3, deux carburateurs double corps, 135 chevaux à 7500 tr/min, boîte cinq vitesses, pont long. L'importateur 'Leonidas', égalé assisté par l'usine, a engagé un modèle similaire.
- Audi

Les deux 80 GLE à carrosserie deux portes engagées par Audi Motorsport sont identiques à celles ayant disputé le rallye du Portugal, mais sont désormais homologuées en groupe 2. Ces voitures de 900 kg sont mues par un moteur quatre cylindres de 1600 cm3 avec injection mécanique Bosch développant 160 chevaux à 7600 tr/min. Équipées de pneus Pirelli, elles sont aux mains d'Harald Demuth et Freddy Kottulinsky.
- Porsche

Parmi les trois Porsche privées au départ, on retient surtout la présence d'Achim Warmbold aux commandes de sa Carrera 3.0 groupe 4 personnelle.
- FSO

Le constructeur polonais a engagé trois berlines Polonez 2000, homologuées en groupe 4. Elles sont aux mains de Maciej Stawowiak, Andrzej Jaroszewicz et Tomasz Ciecierzyński.
- Lada

Trois Lada 1600R groupe 2 officielles ont été engagées pour les pilotes soviétiques Stasys Brundza, Nikolaj Elizarov et Sergej Vukovich.
- Škoda

La marque tchèque a préparé deux coupés 130 RS groupe 2 (800 kg, moteur arrière, 1300 cm3, 120 chevaux à 7800 tr/min), confiés à Václav Blahna et Svatopluk Kvaizar.

## Déroulement de la course

### Première étape

#### Athènes - Kalambaka
Sur 176 équipages inscrits, seuls 153 sont présents à Athènes, le lundi matin, au pied de l'Acropole. Les tronçons chronométrés en direction de Kalambaka empruntent des pistes empierrées où les risques de crevaison sont multiples. Hannu Mikkola (Ford Escort) et Bernard Darniche (Lancia Stratos) en sont les premières victimes, perdant d'emblée plus de quatre minutes aussitôt le départ. Évitant les embûches, Björn Waldegård se montre de loin le plus rapide au volant de son Escort, prenant immédiatement plus d'une minute d'avance sur ses principaux adversaires, emmenés par son coéquipier 'Iaveris'. Les secteurs suivants sont également marqués par de nombreuses crevaisons au sein des favoris ; si Darniche préfère lever le pied afin de préserver ses pneus et ménager sa monture sur cette partie de parcours, les autres concurrents continuent d'attaquer et derrière Waldegård qui s'est construit une belle avance le classement évolue sans cesse au gré des aléas de la piste. Au prix d'une belle attaque, Mikkola parvient à remonter à la seconde place mais casse son moteur dans le secteur de Makrirahi. Dominateur du groupe 2 au volant de sa Toyota, Ove Andersson accède à la seconde place, alors que son coéquipier Jean-Luc Thérier vient d'abandonner, différentiel cassé. Waldegård rallie Kalambaka avec plus de trois minutes et demie d'avance sur Andersson. Premier pilote local, 'Siroco' (Lancia Stratos) est troisième, alors que 'Iaveris', retardé par de nombreuses crevaisons, a chuté à la huitième place, devant Darniche, très prudent sur cette première section, qui accuse plus de dix minutes de retard sur l'Escort de tête. Dix-septième au classement général, Alain Coppier (Datsun) est largement en tête du groupe 1. Sur 153 équipages au départ, on dénombre déjà 86 abandons.

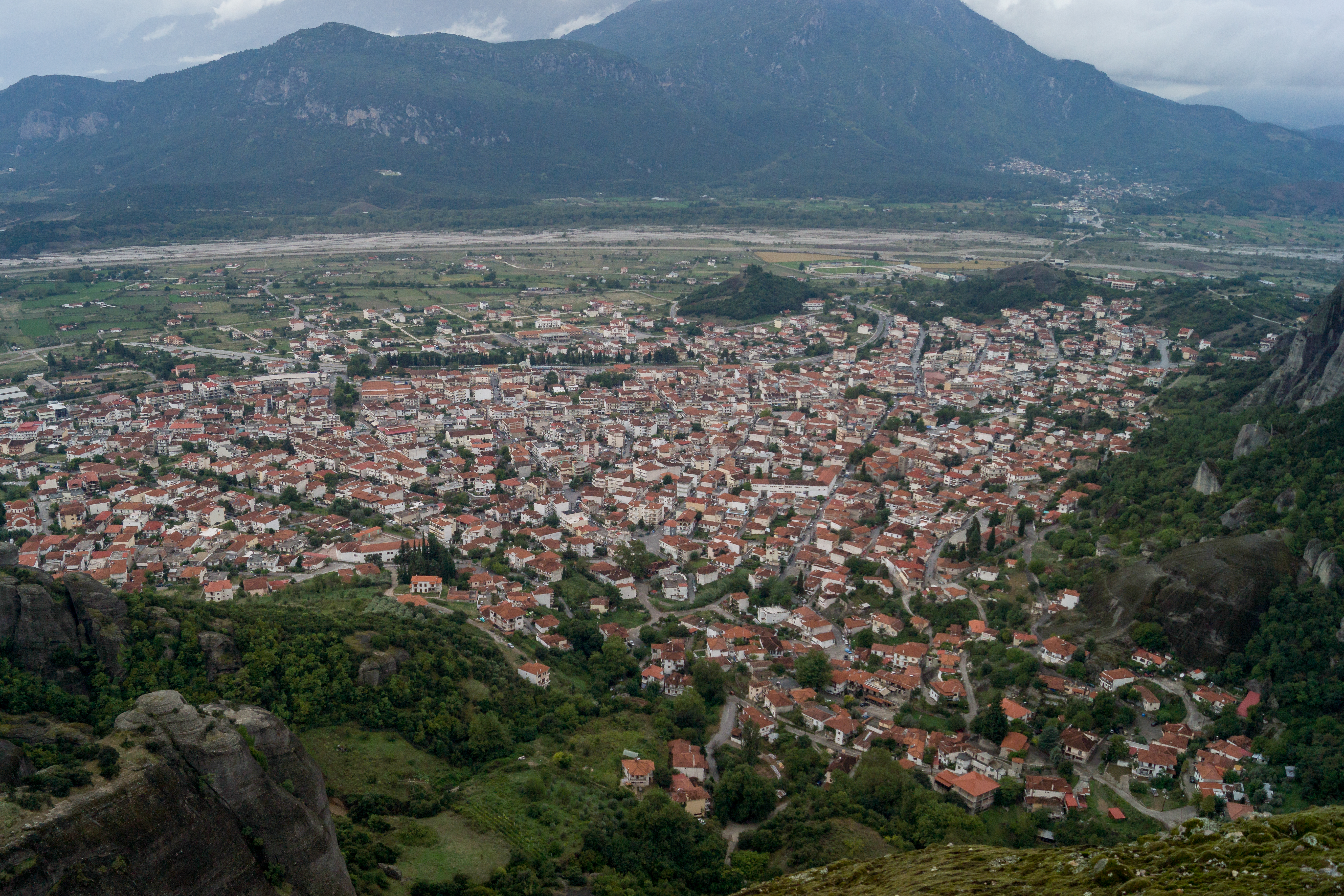
Moins de la moitié des équipages a pu rejoindre Kalambaka, terme de la première section.

| Pos. | Pilote           | Copilote             | Voiture               | Groupe | Temps           | Écart         |
| ---- | ---------------- | -------------------- | --------------------- | ------ | --------------- | ------------- |
| 1    | Björn Waldegård  | Hans Thorszelius     | Ford Escort RS1800    | 4      | 3 h 02 min 03 s |               |
| 2    | Ove Andersson    | Henry Liddon         | Toyota Celica 2000 GT | 2      | 3 h 05 min 40 s | + 3 min 37 s  |
| 3    | 'Siroco'         | Kóstas Fertakis      | Lancia Stratos HF     | 4      | 3 h 07 min 41 s | + 5 min 38 s  |
| 4    | Roger Clark      | Jim Porter           | Ford Escort RS1800    | 4      | 3 h 07 min 42 s | + 5 min 39 s  |
| 5    | Jean Ragnotti    | Jean-Marc Andrié     | Renault 5 Alpine      | 2      | 3 h 09 min 12 s | + 7 min 09 s  |
| 6    | Anders Kulläng   | Bob de Jong          | Opel Kadett GT/E      | 2      | 3 h 09 min 45 s | + 7 min 42 s  |
| 7    | Timo Salonen     | Seppo Harjanne       | Datsun 160J PA10      | 2      | 3 h 10 min 26 s | + 8 min 23 s  |
| 8    | 'Iaveris'        | Kóstas Stefanis      | Ford Escort RS1800    | 4      | 3 h 10 min 41 s | + 8 min 38 s  |
| 9    | Bernard Darniche | Alain Mahé           | Lancia Stratos HF     | 4      | 3 h 12 min 33 s | + 10 min 30 s |
| 10   | Harry Källström  | Claes Billstam       | Datsun 160J PA10      | 2      | 3 h 13 min 04 s | + 11 min 01 s |
| 11   | Evangelos Gallo  | Dimítris Petrópoulos | Datsun 160J PA10      | 2      | 3 h 19 min 32 s | + 17 min 29 s |
| 12   | Iórgis Moschous  | 'Simetra'            | Datsun 160J PA10      | 2      | 3 h 23 min 33 s | + 21 min 30 s |

#### Kalambaka - Kalambaka
Les équipages repartent de Kalambaka peu après minuit, pour une boucle nocturne. Les températures plus basses atténuent les risques de crevaison et Darniche en profite pour attaquer. Le pilote français remonte rapidement au classement général, sans toutefois se rapprocher de Waldegård qui continue à dominer l'épreuve. Au petit matin, au terme de cette deuxième section et alors que trois épreuves ont été annulées à cause de l'état de la piste, le Suédois a porté son avance sur Andersson à plus de huit minutes. Darniche, revenu en quatrième position à quelques secondes de l'Opel d'Anders Kulläng, compte maintenant quatorze minutes et demie de retard. Il devance Jean Ragnotti, auteur d'une convaincante prestation sur sa petite Renault 5 alors que 'Siroco' a rétrogradé à la sixième place. Retardées par des changements de pont arrière, les Datsun groupe 2 de Timo Salonen et Harry Källström occupent les septième et huitième places. C'est désormais le Grec Kypros Kiprianou (récent vainqueur de sa catégorie au dernier Rallye de Chypre) qui occupe la tête du groupe 1 au volant de sa Sunbeam, Coppier ayant dû renoncer peu après le départ de Kalambaka, alternateur hors d'usage.
| Pos. | Pilote           | Copilote             | Voiture               | Groupe | Temps           | Écart         |
| ---- | ---------------- | -------------------- | --------------------- | ------ | --------------- | ------------- |
| 1    | Björn Waldegård  | Hans Thorszelius     | Ford Escort RS1800    | 4      | 5 h 29 min 17 s |               |
| 2    | Ove Andersson    | Henry Liddon         | Toyota Celica 2000 GT | 2      | 5 h 37 min 44 s | + 8 min 27 s  |
| 3    | Anders Kulläng   | Bob de Jong          | Opel Kadett GT/E      | 2      | 5 h 43 min 50 s | + 14 min 33 s |
| 4    | Bernard Darniche | Alain Mahé           | Lancia Stratos HF     | 4      | 5 h 43 min 55 s | + 14 min 38 s |
| 5    | Jean Ragnotti    | Jean-Marc Andrié     | Renault 5 Alpine      | 2      | 5 h 46 min 17 s | + 17 min 00 s |
| 6    | 'Siroco'         | Kóstas Fertakis      | Lancia Stratos HF     | 4      | 5 h 49 min 06 s | + 19 min 49 s |
| 7    | Timo Salonen     | Seppo Harjanne       | Datsun 160J PA10      | 2      | 5 h 50 min 58 s | + 21 min 41 s |
| 8    | Harry Källström  | Claes Billstam       | Datsun 160J PA10      | 2      | 5 h 51 min 15 s | + 21 min 58 s |
| 9    | 'Iaveris'        | Kóstas Stefanis      | Ford Escort RS1800    | 4      | 5 h 54 min 40 s | + 25 min 23 s |
| 10   | Evangelos Gallo  | Dimítris Petrópoulos | Datsun 160J PA10      | 2      | 6 h 06 min 09 s | + 36 min 52 s |
| 11   | Iórgis Moschous  | 'Simetra'            | Datsun 160J PA10      | 2      | 6 h 07 min 18 s | + 38 min 01 s |
| 12   | 'Leonidas'       | Andreas Arkentis     | Renault 5 Alpine      | 2      | 6 h 13 min 05 s | + 43 min 48 s |

#### Kalambaka - Lagonissi
Les équipages rescapés repartent après quelques heures de repos, en direction de Lagonissi. Réputée difficile, cette section du parcours se dispute de jour. Waldegård et Darniche font pratiquement jeu égal sur les secteurs chronométrés, seul Kulläng parvenant à les devancer à deux reprises. Waldegård va cependant perdre une bonne partie de son avance sur cette fin d'étape, le remplacement du maître-cylindre et de l'alternateur de son Escort lui coûtant sept minutes et demie de pénalisation routière. À Lagonissi, son avantage sur Andersson reste d'un peu plus de six minutes. Deux minutes derrière vient Darniche (dont la Lancia porte les traces d'une collision avec une voiture de tourisme à la sortie d'une spéciale), qui a dépossédé Kulläng de sa troisième place. Ragnotti ayant été retardé par des problèmes électriques et 'Sciroco' éliminé à la suite d'une sortie de route ayant endommagé la suspension, c'est maintenant Salonen qui occupe la cinquième place, devant son coéquipier Källström. Seuls trente-quatre concurrents sont encore en course.
| Pos. | Pilote           | Copilote             | Voiture               | Groupe | Temps           | Écart         |
| ---- | ---------------- | -------------------- | --------------------- | ------ | --------------- | ------------- |
| 1    | Björn Waldegård  | Hans Thorszelius     | Ford Escort RS1800    | 4      | 8 h 51 min 13 s |               |
| 2    | Ove Andersson    | Henry Liddon         | Toyota Celica 2000 GT | 2      | 8 h 57 min 31 s | + 6 min 18 s  |
| 3    | Bernard Darniche | Alain Mahé           | Lancia Stratos HF     | 4      | 8 h 58 min 29 s | + 7 min 16 s  |
| 4    | Anders Kulläng   | Bob de Jong          | Opel Kadett GT/E      | 2      | 9 h 15 min 05 s | + 23 min 52 s |
| 5    | Timo Salonen     | Seppo Harjanne       | Datsun 160J PA10      | 2      | 9 h 15 min 42 s | + 24 min 29 s |
| 6    | Harry Källström  | Claes Billstam       | Datsun 160J PA10      | 2      | 9 h 19 min 35 s | + 28 min 22 s |
| 7    | 'Iaveris'        | Kóstas Stefanis      | Ford Escort RS1800    | 4      | 9 h 24 min 21 s | + 33 min 08 s |
| 8    | Jean Ragnotti    | Jean-Marc Andrié     | Renault 5 Alpine      | 2      | 9 h 24 min 56 s | + 33 min 43 s |
| 9    | Iórgis Moschous  | 'Simetra'            | Datsun 160J PA10      | 2      | 9 h 43 min 29 s | + 52 min 16 s |
| 10   | Evangelos Gallo  | Dimítris Petrópoulos | Datsun 160J PA10      | 2      | 9 h 48 min 40 s | + 57 min 27 s |

### Deuxième étape

#### Lagonissi - Mont Olympe
La deuxième étape se déroule dans le Péloponnèse. Les concurrents repartent de Lagonissi le mercredi, sous la pluie. Darniche domine les premières épreuves spéciales et accède rapidement à la seconde place au détriment d'Andersson. Son retard sur Waldegård s'élève encore à près de huit minutes, mais peu après le champion suédois perd subitement plus de trois minutes à cause d'une double crevaison, et écope en outre de trois minutes et demie de pénalisation sur le parcours routier. La Ford de tête est désormais à la portée du pilote français, revenu à un peu plus d'une minute. Waldegård et Darniche font jeu égal dans les tronçons suivants et rallient le Mont Olympe dans cet ordre, séparés d'une minute et six secondes. Alors que l'Opel de Kulläng a abandonné (moteur), Andersson, troisième, reste largement en tête du groupe 2, possédant plus de vingt minutes d'avance sur les Datsun de Salonen et Källström et près d'une demi-heure sur la Renault 5 de Ragnotti.

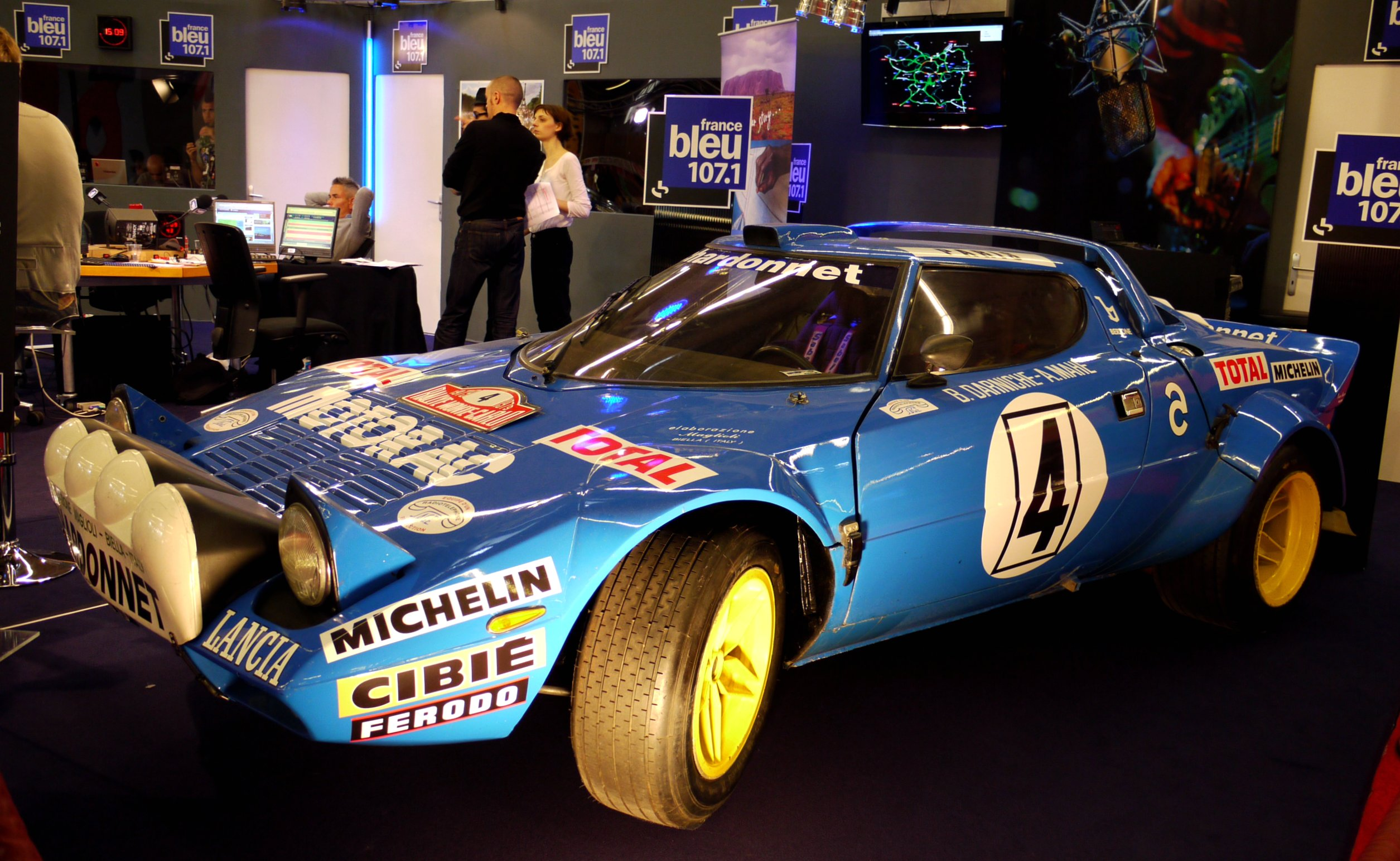
La Lancia Stratos de Darniche. Au Mont Olympe, le pilote français est revenu dans les roues de l'Escort de Waldegård.

| Pos. | Pilote           | Copilote             | Voiture               | Groupe | Temps            | Écart             |
| ---- | ---------------- | -------------------- | --------------------- | ------ | ---------------- | ----------------- |
| 1    | Björn Waldegård  | Hans Thorszelius     | Ford Escort RS1800    | 4      | 10 h 50 min 17 s |                   |
| 2    | Bernard Darniche | Alain Mahé           | Lancia Stratos HF     | 4      | 10 h 51 min 23 s | + 1 min 06 s      |
| 3    | Ove Andersson    | Henry Liddon         | Toyota Celica 2000 GT | 2      | 10 h 53 min 46 s | + 3 min 29 s      |
| 4    | Timo Salonen     | Seppo Harjanne       | Datsun 160J PA10      | 2      | 11 h 14 min 38 s | + 24 min 21 s     |
| 5    | Harry Källström  | Claes Billstam       | Datsun 160J PA10      | 2      | 11 h 17 min 38 s | + 27 min 21 s     |
| 6    | Jean Ragnotti    | Jean-Marc Andrié     | Renault 5 Alpine      | 2      | 11 h 23 min 04 s | + 32 min 47 s     |
| 7    | 'Iaveris'        | Kóstas Stefanis      | Ford Escort RS1800    | 4      | 11 h 29 min 31 s | + 39 min 14 s     |
| 8    | Iórgis Moschous  | 'Simetra'            | Datsun 160J PA10      | 2      | 11 h 49 min 50 s | + 59 min 33 s     |
| 9    | Evangelos Gallo  | Dimítris Petrópoulos | Datsun 160J PA10      | 2      | 11 h 54 min 55 s | + 1 h 04 min 38 s |
| 10   | 'Leonidas'       | Andreas Arkentis     | Renault 5 Alpine      | 2      | 12 h 14 min 50 s | + 1 h 24 min 33 s |

#### Mont Olympe - Athènes
Les derniers concurrents repartent du Mont Olympe le jeudi, sous une pluie fine. Le duel entre Waldegård et Darniche tient toutes ses promesses, les deux hommes continuant à se partager les meilleurs temps. Le pilote suédois parvient à préserver sa minute d'avance jusqu'à la spéciale de Ladon ; juste avant ce secteur disputé sur asphalte, les assistances ont changé les pneus et l'opération a pris un peu plus de temps chez Ford, coûtant une minute de pénalisation supplémentaire au pilote suédois, qui ne dispose plus que de huit secondes d'avance au départ de la quarante-neuvième épreuve chronométrée. En vingt-trois kilomètres, Darniche parvient à battre son rival de soixante-dix-huit secondes, s’emparant du commandement de la course avec une avance d’une minute et dix secondes ! Bien que touché au moral, Waldegård ne baisse pas les bras et continue à attaquer, réalisant le meilleur temps dans le secteur suivant et revenant à vingt-quatre secondes du pilote français, qui a éclaté un pneu arrière juste avant l'arrivée de l'épreuve. Ce sera le chant du cygne pour la Stratos bleue : la suspension arrière est endommagée et le pneu remplacé va également éclater, après seulement quinze kilomètres de parcours routier. Darniche ne va pas parvenir à rejoindre son assistance, la roue battante finissant par venir briser le porte-moyeu ;  l'abandon est inéluctable. Waldegård retrouve le commandement, avec une confortable avance de six minutes sur la Toyota d'Andersson. Ce dernier ne pourra cependant bénéficier de sa belle performance : dans Astros, l'avant-dernière épreuve spéciale, il doit renoncer, moteur cassé. C'est donc Salonen qui s'empare de la tête du groupe 2 et de la seconde place au classement général, à près d'une demi-heure de Waldegård qui n'a plus qu'à rallier tranquillement Athènes pour signer sa deuxième victoire en Grèce. Troisième juste derrière son coéquipier Salonen, Källström confirme le potentiel des Datsun sur les pistes difficiles, tandis que Ragnotti obtient une belle quatrième place sur sa petite Renault 5. Longtemps en tête du groupe 1, Kiprianou a connu un sort semblable à celui d'Andersson, ayant dû abandonner dans le secteur d'Astros, suspension de sa Sunbeam cassée. Seuls vingt équipages ont rallié l'arrivée, dont une seule voiture de série, la Toyota Corolla du pilote amateur Halivelakis, qui hérite de la victoire en groupe 1 après l'abandon des trente-neuf autres concurrents de cette catégorie !

### Classements intermédiaires
Classements intermédiaires des pilotes après chaque épreuve spéciale

### Classement général
| Pos | No | Pilote           | Copilote             | Voiture            | Temps            | Écart             | Groupe |
| --- | -- | ---------------- | -------------------- | ------------------ | ---------------- | ----------------- | ------ |
| 1   | 1  | Björn Waldegård  | Hans Thorszelius     | Ford Escort RS1800 | 13 h 35 min 06 s |                   | 4      |
| 2   | 8  | Timo Salonen     | Seppo Harjanne       | Datsun 160J PA10   | 14 h 07 min 04 s | + 31 min 58 s     | 2      |
| 3   | 3  | Harry Källström  | Claes Billstam       | Datsun 160J PA10   | 14 h 11 min 39 s | + 36 min 33 s     | 2      |
| 4   | 9  | Jean Ragnotti    | Jean-Marc Andrié     | Renault 5 Alpine   | 14 h 19 min 16 s | + 44 min 10 s     | 2      |
| 5   | 14 | 'Iaveris'        | Kóstas Stefanis      | Ford Escort RS1800 | 14 h 36 min 01 s | + 1 h 00 min 55 s | 4      |
| 6   | 21 | Iórgis Moschous  | 'Simetra'            | Datsun 160J PA10   | 14 h 54 min 27 s | + 1 h 19 min 21 s | 2      |
| 7   | 15 | Evangelos Gallo  | Dimítris Petrópoulos | Datsun 160J PA10   | 15 h 04 min 08 s | + 1 h 29 min 02 s | 2      |
| 8   | 31 | Václav Blahna    | Jiří Motal           | Škoda 130 RS       | 16 h 09 min 22 s | + 2 h 34 min 16 s | 2      |
| 9   | 42 | Nikolaj Elizarov | Viktor Moskovski     | Lada 1600R         | 16 h 12 min 15 s | + 2 h 37 min 09 s | 2      |
| 10  | 49 | Sergej Vukovich  | Anatoli Brum         | Lada 1600R         | 16 h 33 min 11 s | + 2 h 58 min 05 s | 2      |

### Hommes de tête
- ES1 à ES48 :  Björn Waldegård -  Hans Thorszelius (Ford Escort RS1800)
- ES49 à ES50 :  Bernard Darniche -  Alain Mahé (Lancia Stratos HF)
- ES51 à ES58 :  Björn Waldegård -  Hans Thorszelius (Ford Escort RS1800)

### Vainqueurs d'épreuves spéciales
- Björn Waldegård -  Hans Thorszelius (Ford Escort RS1800) : 30 spéciales (ES 1, 2, 6, 7, 10, 12, 13, 15 à 17, 22, 28, 31 à 36, 39, 43, 44, 46 à 48, 50, 51, 53 à 55, 57)
- Bernard Darniche -  Alain Mahé (Lancia Stratos HF) : 16 spéciales (ES 11, 18, 23, 25, 27, 29, 30, 36 à 38, 40 à 42, 45, 46, 49)
- Hannu Mikkola -  Arne Hertz (Ford Escort RS1800) : 3 spéciales (ES 4, 5, 8)
- Anders Kulläng -  Bob de Jong (Opel Kadett GT/E) : 2 spéciales (ES 24, 26)
- 'Siroco' -  Kóstas Fertakis (Lancia Stratos HF) : 1 spéciale (ES 3)
- 'Iaveris' -  Kóstas Stefanis (Ford Escort RS1800) : 1 spéciale (ES 9)
- Jean Ragnotti -  Jean-Marc Andrié (Renault 5 Alpine) : 1 spéciale (ES 52)
- Ove Andersson -  Henry Liddon (Toyota Celica 2000 GT) : 1 spéciale (ES 53)
- Timo Salonen -  Seppo Harjanne (Datsun 160J PA10) : 1 spéciale (ES 56)
- Iórgis Moschous -  'Simetra' (Datsun 160J PA10) : 1 spéciale (ES 58)

## Résultats des principaux engagés
| No | Pilote               | Copilote                 | Voiture               | Groupe | Classement général                          | Class. groupe |
| -- | -------------------- | ------------------------ | --------------------- | ------ | ------------------------------------------- | ------------- |
| 1  | Björn Waldegård      | Hans Thorszelius         | Ford Escort RS1800    | 4      | 1er                                         | 1er           |
| 2  | Bernard Darniche     | Alain Mahé               | Lancia Stratos HF     | 4      | ab. dans la 51e spéciale (porte-moyeu)      | -             |
| 3  | Harry Källström      | Claes Billstam           | Datsun 160J PA10      | 2      | 3e à 36 min 33 s                            | 2e            |
| 4  | Hannu Mikkola        | Arne Hertz               | Ford Escort RS1800    | 4      | ab. dans la 10e spéciale (moteur)           | -             |
| 5  | Ove Andersson        | Henry Liddon             | Toyota Celica 2000 GT | 2      | ab. dans la 57e spéciale (moteur)           | -             |
| 6  | Anders Kulläng       | Bob de Jong              | Opel Kadett GT/E      | 2      | ab. dans la 40e spéciale (moteur)           | -             |
| 7  | Roger Clark          | Jim Porter               | Ford Escort RS1800    | 4      | ab. dans la 15e spéciale (joint de culasse) | -             |
| 8  | Timo Salonen         | Seppo Harjanne           | Datsun 160J PA10      | 2      | 2e à 31 min 58 s                            | 1er           |
| 9  | Jean Ragnotti        | Jean-Marc Andrié         | Renault 5 Alpine      | 2      | 4e à 44 min 10 s                            | 3e            |
| 10 | Achim Warmbold       | Horst Rausch             | Porsche Carrera 3.0   | 4      | ab. dans la 3e spéciale (amortisseurs)      | -             |
| 11 | Jean-Luc Thérier     | Michel Vial              | Toyota Celica 2000 GT | 2      | ab. dans la 10e spéciale (différentiel)     | -             |
| 12 | 'Siroco'             | Kóstas Fertakis          | Lancia Stratos HF     | 4      | ab. après la 30e spéciale (fusée)           | -             |
| 14 | 'Iaveris'            | Kóstas Stefanis          | Ford Escort RS1800    | 4      | 5e à 1 h 00 min 55 s                        | 2e            |
| 15 | Evangelos Gallo      | Dimítris Petrópoulos     | Datsun 160J PA10      | 2      | 7e à 1 h 29 min 02 s                        | 5e            |
| 16 | Maciej Stawowiak     | Jacek Lewandowski        | FSO Polonez 2000      | 4      | ab. dans la 4e spéciale (sortie de route)   | -             |
| 17 | Kypros Kiprianou     | Dave Adams               | Chrysler Sunbeam      | 1      | ab. dans la 57e spéciale (suspension)       | -             |
| 21 | Iórgis Moschous      | 'Simetra'                | Datsun 160J PA10      | 2      | 6e à 1 h 19 min 21 s                        | 3e            |
| 22 | Man Bergsteyn        | Stef Thomas              | Opel Kadett GT/E      | 2      | ab. dans la 3e spéciale (sortie de route)   | -             |
| 23 | Harald Demuth        | Arwed Fischer            | Audi 80 GLE           | 2      | ab. après la 7e spéciale (pilote malade)    | -             |
| 24 | 'Leonidas'           | Andreas Arkentis         | Renault 5 Alpine      | 2      | ab. après la 46e spéciale (embrayage)       | -             |
| 26 | Andrzej Jaroszewicz  | Ryszar Żyszkowski        | FSO Polonez 2000      | 4      | 12e à 3 h 08 min 50 s                       | 3e            |
| 27 | Marianne Hoepfner    | Christine Fourton        | Toyota Celica 2000 GT | 2      | ab. dans la 4e spéciale (moteur)            | -             |
| 28 | Freddy Kottulinsky   | Michael Schwägerl        | Audi 80 GLE           | 2      | ab. dans la 2e spéciale (suspension)        | -             |
| 30 | Tomasz Ciecierzyński | Jacek Różański           | FSO Polonez 2000      | 4      | ab. dans la 9e spéciale (moteur)            | -             |
| 31 | Václav Blahna        | Jiří Motal               | Škoda 130 RS          | 2      | 8e à 2 h 34 min 16 s                        | 6e            |
| 32 | Johnny Pesmazóglou   | Haris Kaltsounis         | Opel Ascona           | 2      | 11e à 3 h 00 min 16 s                       | 9e            |
| 33 | Jean-Paul Luc        | Bernard Martin-Dondoz    | Citroën CX 2400 GTI   | 2      | ab. dans la 8e spéciale (fixations moteur)  | -             |
| 36 | Stasys Brundza       | Arvidas Girdauskas       | Lada 1600R            | 2      | ab. dans la 7e spéciale (suspension)        | -             |
| 41 | Svatopluk Kvaizar    | Jiří Kotek               | Škoda 130 RS          | 2      | ab. dans la 48e spéciale (suspension)       | -             |
| 42 | Nikolaj Elizarov     | Viktor Moskovski         | Lada 1600R            | 2      | 9e à 2 h 37 min 09 s                        | 7e            |
| 49 | Sergej Vukovich      | Anatoli Brum             | Lada 1600R            | 2      | 10e à 2 h 58 min 05 s                       | 8e            |
| 73 | Alain Coppier        | Robert Jocteur-Monrozier | Datsun Violet 710     | 1      | ab. dans la 11e spéciale (alternateur)      | -             |

## Classements des championnats à l'issue de la course

### Constructeurs
- attribution des points : 10, 9, 8, 7, 6, 5, 4, 3, 2, 1 respectivement aux dix premières marques de chaque épreuve, additionnés de 8, 7, 6, 5, 4, 3, 2, 1 respectivement aux huit premières de chaque groupe (seule la voiture la mieux classée de chaque constructeur marque des points). Les points de groupe ne sont attribués qu'aux concurrents ayant terminé dans les dix premiers au classement général.
- seuls les sept meilleurs résultats (sur douze épreuves) sont retenus pour le décompte final des points.

| Pos. | Marque        | Points | M-C  | SUE  | POR  | SAF  | ACR  | NZL | FIN | QUE | SAN | COR | RAC | BAN |
| ---- | ------------- | ------ | ---- | ---- | ---- | ---- | ---- | --- | --- | --- | --- | --- | --- | --- |
| 1    | Ford          | 68     | 9+7  | 9+7  | 10+8 | -    | 10+8 |     |     |     |     |     |     |     |
| 2    | Datsun        | 57     | -    | 2+6  | 7+7  | 10+8 | 9+8  |     |     |     |     |     |     |     |
| 3    | Fiat          | 41     | 8+6  | 7+5  | -    | 8+7  | -    |     |     |     |     |     |     |     |
| 4    | Renault       | 24     | 3+8  | -    | -    | -    | 7+6  |     |     |     |     |     |     |     |
| 5    | Opel          | 22     | -    | 5+8  | 3+6  | -    | -    |     |     |     |     |     |     |     |
| 6    | Lancia        | 18     | 10+8 | -    | -    | -    | -    |     |     |     |     |     |     |     |
| 6=   | Saab          | 18     | -    | 10+8 | -    | -    | -    |     |     |     |     |     |     |     |
| 8    | Mercedes-Benz | 17     | -    | -    | -    | 9+8  | -    |     |     |     |     |     |     |     |
| 9    | Toyota        | 16     | -    | -    | 8+8  | -    | -    |     |     |     |     |     |     |     |
| 10   | Vauxhall      | 14     | -    | 8+6  | -    | -    | -    |     |     |     |     |     |     |     |
| 11   | Audi          | 11     | -    | -    | 5+6  | -    | -    |     |     |     |     |     |     |     |
| 12   | Porsche       | 8      | 5+3  | -    | -    | -    | -    |     |     |     |     |     |     |     |
| 13   | Škoda         | 6      | -    | -    | -    | -    | 3+3  |     |     |     |     |     |     |     |
| 13=  | Volvo         | 6      | -    | 1+5  | -    | -    | -    |     |     |     |     |     |     |     |
| 15   | Lada          | 4      | -    | -    | -    | -    | 2+2  |     |     |     |     |     |     |     |

### Pilotes
- attribution des points : 20, 15, 12, 10, 8, 6, 4, 3, 2, 1 respectivement aux dix premiers de chaque épreuve.
- seuls les sept meilleurs résultats (sur douze épreuves) sont retenus pour le décompte final des points.

| Pos. | Pilote              | Marque               | Points | M-C | SUE | POR | SAF | ACR | NZL | FIN | QUE | SAN | COR | RAC | BAN |
| ---- | ------------------- | -------------------- | ------ | --- | --- | --- | --- | --- | --- | --- | --- | --- | --- | --- | --- |
| 1    | Björn Waldegård     | Ford, Mercedes-Benz¹ | 71     | 15  | 15  | 15  | 6¹  | 20  |     |     |     |     |     |     |     |
| 2    | Hannu Mikkola       | Ford, Mercedes-Benz¹ | 51     | 8   | 8   | 20  | 15¹ | -   |     |     |     |     |     |     |     |
| 3    | Markku Alén         | Fiat                 | 34     | 12  | 10  | -   | 12  | -   |     |     |     |     |     |     |     |
| 4    | Bernard Darniche    | Lancia               | 20     | 20  | -   | -   | -   | -   |     |     |     |     |     |     |     |
| 4=   | Stig Blomqvist      | Saab                 | 20     | -   | 20  | -   | -   | -   |     |     |     |     |     |     |     |
| 4=   | Shekhar Mehta       | Datsun               | 20     | -   | -   | -   | 20  | -   |     |     |     |     |     |     |     |
| 7    | Timo Salonen        | Datsun               | 15     | -   | -   | -   | -   | 15  |     |     |     |     |     |     |     |
| 8    | Harry Källström     | Datsun               | 14     | -   | -   | -   | 2   | 12  |     |     |     |     |     |     |     |
| 9    | Pentti Airikkala    | Vauxhall             | 12     | -   | 12  | -   | -   | -   |     |     |     |     |     |     |     |
| 9=   | Ove Andersson       | Toyota               | 12     | -   | -   | 12  | -   | -   |     |     |     |     |     |     |     |
| 11   | Jean-Claude Andruet | Fiat                 | 10     | 10  | -   | -   | -   | -   |     |     |     |     |     |     |     |
| 11=  | Andy Dawson         | Datsun               | 10     | -   | -   | 10  | -   | -   |     |     |     |     |     |     |     |
| 11=  | Andrew Cowan        | Mercedes-Benz        | 10     | -   | -   | -   | 10  | -   |     |     |     |     |     |     |     |
| 11=  | Jean Ragnotti       | Renault              | 10     | -   | -   | -   | -   | 10  |     |     |     |     |     |     |     |
| 15   | Carlos Torres       | Ford                 | 8      | -   | -   | 8   | -   | -   |     |     |     |     |     |     |     |
| 15=  | Rauno Aaltonen      | Datsun               | 8      | -   | -   | -   | 8   | -   |     |     |     |     |     |     |     |
| 15=  | 'Iaveris'           | Ford                 | 8      | -   | -   | -   | -   | 8   |     |     |     |     |     |     |     |
| 18   | Jean-Pierre Nicolas | Porsche              | 6      | 6   | -   | -   | -   | -   |     |     |     |     |     |     |     |
| 18=  | Björn Johansson     | Opel                 | 6      | -   | 6   | -   | -   | -   |     |     |     |     |     |     |     |
| 18=  | Harald Demuth       | Audi                 | 6      | -   | -   | 6   | -   | -   |     |     |     |     |     |     |     |
| 18=  | Iórgis Moschous     | Datsun               | 6      | -   | -   | -   | -   | 6   |     |     |     |     |     |     |     |